# فرودگاه گدانسک لخ والسا
فرودگاه گدانسک لخ والسا ((به لهستانی: Port Lotniczy Gdańsk im. Lecha Wałęsy), آلمانی: Flughafen Danzig Lech Walesa) (یاتا: GDN، ایکائو: EPGD) فرودگاه بین‌المللی است که در فاصلهٔ ۱۲ کیلومتر (۷٫۵ مایل) شمال شرق شهر گدانسک در لهستان قرار دارد و با مرکز شهر گدانسک ۱۲ کیلومتر (۷٫۵ مایل), سوپوت ۱۰ کیلومتر (۶٫۲ مایل) و گدنیا ۲۳ کیلومتر (۱۴ مایل) فاصله دارد. نام فرودگاه پس از سال ۲۰۰۴ به افتخار لخ والسا به این نام تغییر یافت.
این فرودگاه با جابجایی ۵٫۴ میلیون مسافر در سال ۲۰۱۹و سومین فرودگاه پررفت‌وآمد در لهستان محسوب می‌شود.

## شرکت‌های هواپیمایی و مقصدهای پروازی

### مسافری
| شرکت‌های هواپیمایی         | مقصدهای پروازی |
| ------------------------- | --- |
| کرندون ایرلاینز           | فصلی: فرودگاه آنتالیا |
| انتر ایر                  | چارتر: فرودگاه بین‌المللی غردقه چارتر فصلی: فرودگاه آنتالیا، فرودگاه بورگاس، فرودگاه بین‌المللی کورفو، فرودگاه بین‌المللی النفیضه حمامات، فرودگاه جیرونا-کاستا براوا، فرودگاه بین‌المللی جزیره کاس، فرودگاه بین‌المللی مادر ترزای تیرانا، فرودگاه وارنا |
| بلغارین ایر چارتر         | چارتر فصلی: فرودگاه بورگاس |
| یورووینگز                 | فصلی: فرودگاه بین‌المللی دوسلدورف |
| فن‌ایر                     | فرودگاه هلسینکی (برقراری مجدد از ۳۱ مارس ۲۰۲۴) |
| کاال‌ام                    | فرودگاه شیپخول آمستردام |
| لوت پولیش ایرلاینز        | فرودگاه شوپن ورشو فصلی: فرودگاه رزسزاوشو-جسینکا، فرودگاه ژلونا گورا |
| لوفت‌هانزا                 | فرودگاه بین‌المللی فرانکفورت، فرودگاه مونیخ |
| نروجین ایر شاتل           | فرودگاه فلسلند برگن، فرودگاه گاردرموئن اسلو |
| رایان‌ایر                  | فرودگاه آلیکانته-الچه، فرودگاه پاری-بووه، فرودگاه بین‌المللی بلفاست، فرودگاه اوریو آل سریو، فرودگاه بیلاند، فرودگاه بریندیسی (آغاز از ۱ مه ۲۰۲۴)، فرودگاه کپنهاگ، فرودگاه کرک، فرودگاه دوبلین، فرودگاه ادینبرو، فرودگاه گوتنبرگ-لندوتر، فرودگاه هامبورگ، فرودگاه بین‌المللی ژان پل دوم کراکوف-بالیس، فرودگاه بین‌المللی لیدز برادفورد، فرودگاه استانستد لندن، فرودگاه لوبلین، فرودگاه بین‌المللی مالت، فرودگاه منچستر، فرودگاه بین‌المللی پافوس، فرودگاه پودگوریتسا، فرودگاه لئوناردو دا وینچی-فیومیچینو، فرودگاه بین‌المللی ریگا، فرودگاه سندفیورد، تورپ، فرودگاه کخلفتئا (آغاز از ۲ آوریل ۲۰۲۴)، فرودگاه استکهلم-آرلاندا، فرودگاه وروتسواف کوپرنیکوس فصلی: فرودگاه آرهوس، فرودگاه بارسلون-ال پرات، فرودگاه بریستول، فرودگاه بورگاس، فرودگاه بین‌المللی خانیا، فرودگاه بین‌المللی کورفو، فرودگاه مالاگا، فرودگاه نیوکاسل، فرودگاه گالیله، فرودگاه پراگ رازیون، فرودگاه ملی سادورینی (تیرا), فرودگاه ترویزو، فرودگاه واژو-اسمالند، فرودگاه زادر |
| هواپیمایی اسکاندیناوی     | فرودگاه کپنهاگ |
| تراول سرویس ایرلاینز      | چارتر فصلی: فرودگاه بورگاس، فرودگاه دوبروونیک، فرودگاه بین‌المللی هراکلین، فرودگاه بین‌المللی مادر ترزای تیرانا |
| سوئیس اینترنشنال ایرلاینز | فرودگاه زوریخ |
| ویز ایر                   | فرودگاه آبردین، فرودگاه ویگرا آلسوند، فرودگاه آلیکانته-الچه، فرودگاه پاری-بووه، فرودگاه فلسلند برگن، فرودگاه کپنهاگ، فرودگاه دورتموند، فرودگاه آیندهوون، فرودگاه گوتنبرگ-لندوتر، فرودگاه هامبورگ، فرودگاه هوگسوند، فرودگاه بین‌المللی کوتائیسی، فرودگاه بین‌المللی لارناکا، فرودگاه بین‌المللی لیدز برادفورد، فرودگاه جان لنون لیورپول، فرودگاه لوتن لندن، فرودگاه مالاگا، فرودگاه مالمو، فرودگاه گاردرموئن اسلو، فرودگاه بین‌المللی کفلاویک، فرودگاه لئوناردو دا وینچی-فیومیچینو، فرودگاه سندفیورد، تورپ، فرودگاه سولا استاوانگر، فرودگاه استکهلم-آرلاندا، فرودگاه تنریف جنوبی، فرودگاه ترومسو، فرودگاه ورنس تروندهایم، فرودگاه تورکو، فرودگاه والنسیا فصلی: فرودگاه بارسلون-ال پرات، فرودگاه بورگاس، فرودگاه بین‌المللی هراکلین، فرودگاه اسپلیت، فرودگاه بین‌المللی مادر ترزای تیرانا، فرودگاه ورونا |

### باری
| شرکت‌های هواپیمایی | مقصدهای پروازی                                       |
| ----------------- | ---------------------------------------------------- |
| دی‌اچ‌ال اوییشن     | فرودگاه لایپزیگ/هاله، فرودگاه تالین                  |
| فدکس اکسپرس       | فرودگاه بین‌المللی کاتوویتسه، فرودگاه شارل دوگل پاریس |
| یوپی‌اس ایرلاینز   | فرودگاه برلین براندنبورگ                             |

## آمار

### رفت‌وآمد

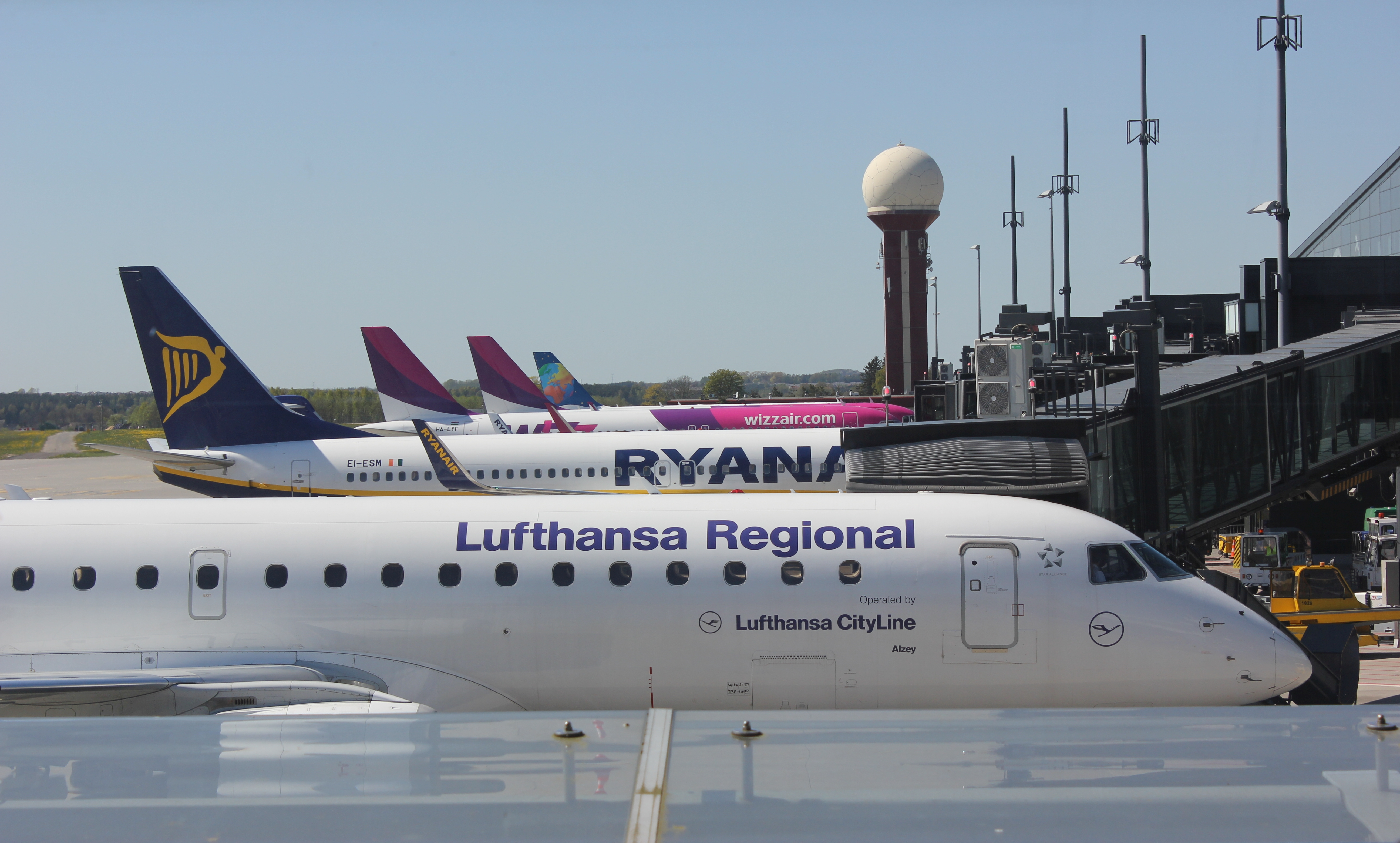
هواپیماهای شرکت‌های هواپیمایی مختلف در فرودگاه گدانسک لخ والسا

| سال  | مسافر     | تغییر  | بار (تُن) | پرواز  |
| ---- | --------- | ------ | -------- | ------ |
| ۱۹۹۹ | ۲۴۹٬۹۱۳   |        | ۱٬۴۷۲    | ۱۰٬۵۱۲ |
| ۲۰۰۰ | ۲۶۹٬۹۶۰   | ۸٫۰٪   | ۱٬۵۵۲    | ۱۱٬۵۸۶ |
| ۲۰۰۱ | ۳۱۹٬۱۷۴   | ۱۸٫۲٪  | ۱٬۹۵۳    | ۱۴٬۰۵۲ |
| ۲۰۰۲ | ۳۱۸٬۰۳۳   | ۰٫۴٪   | ۲٬۲۱۱    | ۱۳٬۴۵۰ |
| ۲۰۰۳ | ۳۶۵٬۰۳۶   | ۱۴٫۸٪  | ۲٬۶۸۶    | ۱۴٬۳۴۶ |
| ۲۰۰۴ | ۴۶۳٬۸۴۰   | ۲۷٫۱٪  | ۲٬۷۴۲    | ۱۷٬۵۰۰ |
| ۲۰۰۵ | ۶۷۷٬۹۴۶   | ۴۶٫۲٪  | ۳٬۴۳۳    | ۱۹٬۰۰۰ |
| ۲۰۰۶ | ۱٬۲۴۹٬۷۸۰ | ۸۴٫۳٪  | ۴٬۰۳۷    | ۲۴٬۲۰۰ |
| ۲۰۰۷ | ۱٬۷۰۸٬۷۳۹ | ۳۶٫۷٪  | ۴٬۷۵۷    | ۲۸٬۲۰۰ |
| ۲۰۰۸ | ۱٬۹۵۴٬۱۶۶ | ۱۴٫۴٪  | ۴٬۶۱۰    | ۳۱٬۰۰۰ |
| ۲۰۰۹ | ۱٬۸۹۰٬۹۲۵ | ۳٫۲٪   | ۴٬۰۶۷    | ۳۰٬۰۰۰ |
| ۲۰۱۰ | ۲٬۲۳۲٬۵۹۰ | ۱۸٫۱٪  | ۴٬۴۸۷    | ۳۲٬۰۰۰ |
| ۲۰۱۱ | ۲٬۴۸۳٬۰۰۰ | ۱۱٫۲٪  | ۴٬۹۴۳    | ۳۴٬۳۶۰ |
| ۲۰۱۲ | ۲٬۹۰۶٬۰۰۰ | ۱۷٫۰٪  | ۴٬۸۵۱    | ۳۷٬۰۲۲ |
| ۲۰۱۳ | ۲٬۸۴۳٬۷۳۷ | ۲٫۱٪   | ۴٬۹۱۸    | ۴۲٬۰۴۱ |
| ۲۰۱۴ | ۳٬۲۸۸٬۱۸۰ | ۱۵٫۶٪  | ۵٬۶۵۸    | ۳۹٬۹۷۴ |
| ۲۰۱۵ | ۳٬۷۰۶٬۱۰۸ | ۱۲٫۷٪  | ۵٬۱۶۲    | ۴۰٬۲۶۱ |
| ۲۰۱۶ | ۴٬۰۰۴٬۰۸۱ | ۸٫۰٪   | ۴٬۸۶۳    | ۴۱٬۰۷۹ |
| ۲۰۱۷ | ۴٬۶۱۱٬۷۱۴ | ۱۵٫۰٪  | ۵٬۵۰۰    | ۴۳٬۴۲۲ |
| ۲۰۱۸ | ۴٬۹۸۰٬۶۴۷ | ۸٫۰٪   | ۶٬۲۱۳    | ۴۶٬۴۸۲ |
| ۲۰۱۹ | ۵٬۳۷۶٬۱۲۰ | ۷٫۹٪   | ۶٬۸۸۷    | ۴۸٬۸۸۲ |
| ۲۰۲۰ | ۱٬۷۱۱٬۲۸۱ | ۶۸٫۲٪  | ۷٬۰۲۸    | ۲۵٬۵۵۸ |
| ۲۰۲۱ | ۲٬۱۵۴٬۵۶۳ | ۲۵٫۹٪  | ۹٬۱۷۱    | ۲۹٬۲۹۸ |
| ۲۰۲۲ | ۴٬۵۷۶٬۷۰۵ | ۱۱۲٫۹٪ | ۱۰٬۱۸۹   | ۴۳٬۹۸۷ |

### شرکت‌های هواپیمایی
| شرکت هواپیمایی              | مسافران(۲۰۲۲) | مسافران(۲۰۲۱) | مسافران(۲۰۲۰) | مسافران(۲۰۱۹) | مسافران(۲۰۱۸) | مسافران(۲۰۱۷) | مسافران(۲۰۱۶) | مسافران(۲۰۱۵) |
| --------------------------- | ------------- | ------------- | ------------- | ------------- | ------------- | ------------- | ------------- | ------------- |
| رایان‌ایر                    | ۱٬۷۳۳٬۱۰۱     | ۷۰۲٬۵۹۸       | ۴۴۲٬۶۹۸       | ۱٬۲۶۲٬۶۰۰     | ۱٬۱۹۴٬۶۷۲     | ۱٬۳۱۲٬۰۸۴     | ۱٬۰۲۶٬۰۱۶     | ۸۲۰٬۵۹۰       |
| ویز ایر                     | ۱٬۶۵۸٬۱۳۵     | ۷۹۷٬۷۹۷       | ۸۱۳٬۲۴۴       | ۲٬۴۶۰٬۱۶۳     | ۲٬۲۵۹٬۹۶۹     | ۲٬۰۳۷٬۸۳۲     | ۱٬۸۶۲٬۱۳۷     | ۱٬۷۷۲٬۸۴۰     |
| لوت پولیش ایرلاینز          | ۲۳۶٬۲۳۵       | ۱۳۸٬۰۵۷       | ۱۴۲٬۲۴۲       | ۳۳۴٬۷۳۱       | ۳۲۸٬۱۳۶       | ۳۲۸٬۹۰۵       | ۲۹۹٬۹۰۲       | ۲۵۰٬۲۶۸       |
| لوفت‌هانزا                   | ۱۷۶٬۹۹۰       | ۸۰٬۱۰۳        | ۶۳٬۹۷۶        | ۲۶۷٬۸۱۲       | ۲۷۳٬۳۲۶       | ۲۴۶٬۳۰۱       | ۲۷۰٬۳۴۹       | ۲۷۷٬۲۴۵       |
| کاال‌ام                      | ۱۳۹٬۹۴۷       | ۱۲۵٬۵۶۱       | ۷۴٬۹۵۵        | ۱۵۱٬۲۲۰       | ۱۲۰٬۲۳۱       | ۴۷٬۸۲۶        | ۰             | ۰             |
| نروجین ایر شاتل             | ۱۱۲٬۳۰۳       | ۲۸٬۷۸۴        | ۳۲٬۱۶۲        | ۱۵۴٬۳۰۳       | ۱۲۳٬۸۷۴       | ۸۶٬۶۶۸        | ۷۹٬۹۸۶        | ۷۳٬۸۲۹        |
| هواپیمایی اسکاندیناوی       | ۱۰۲٬۲۹۲       | ۳۴٬۲۷۰        | ۵۳٬۴۲۳        | ۲۱۳٬۱۳۳       | ۲۱۳٬۳۸۴       | ۲۱۹٬۸۲۷       | ۱۹۹٬۳۵۱       | ۱۶۴٬۶۲۸       |
| فن‌ایر                       | ۲۳٬۷۹۷        | ۱٬۸۱۲         | ۴٬۹۶۴         | ۶۰٬۳۰۱        | ۵۱٬۵۳۸        | ۳۳٬۱۳۱        | ۳۱٬۰۹۹        | ۲۱٬۵۶۳        |
| یورووینگز                   | ۱۴٬۱۹۱        | ۶٬۶۵۶         | ۵٬۱۹۶         | ۶٬۵۱۸         | ۰             | ۰             | ۰             | ۰             |
| سوئیس اینترنشنال ایرلاینز   | ۱۰٬۲۲۳        | ۱۰٬۳۱۰        | ?             | ۲۲٬۸۸۵        | ۰             | ۰             | ۰             | ۰             |
| ایربالتیک                   | ۰             | ۰             | ?             | ۷٬۲۴۳         | ۰             | ۰             | ۰             | ۰             |
| ایزی‌جت                      | ۰             | ۰             | ۰             | ۱۷٬۳۴۸        | ۰             | ۰             | ۰             | ۰             |
| ایر برلین                   | -             | -             | -             | -             | -             | ۱۷٬۸۹۱        | ۱۵٬۲۳۹        | ۶۹٬۱۵۶        |
| هواپیمایی بین‌المللی اوکراین | ۰             | ۰             | ۰             | ۰             | ۰             | ۰             | ۳٬۳۱۰         | ۰             |